# گره ویندسور
| |  |  |
| گره ویندسور که معمولا" در جلسات، ملاقات‌ها، مصاحبه‌ها و شرایط ویژه استفاده می‌شود. (سمت راست) نمایش کامل و مراحل زدن گره ویندسور. (سمت چپ) |  |  |

گره ویندسور، (به انگلیسی: Windsor knot) نوعی گره متداول کراوات می‌باشد. به دلیل این که از این نوع گره، روش گره نیمه ویندسور یا هف ویندسور (به انگلیسی: half-Windsor) هم موجود و پرطرفدار است، به شیوه گره ویندسور، نام‌های تمام ویندسور یا فول ویندسور (به انگلیسی: Full Windsor knot) و ویندسور دوگانه یا دابل ویندسور (به انگلیسی: Double Windsor) نیز اطلاق می‌شود. حالت و روش دابل ویندسور را با اختصار (JUJU) نیز نمایش می‌دهند و دلیل آن این است که دو بار سر کراوات حلقه می‌خورد.   
پهن، متقارن و مثلثی شکل بودن از ویژگی‌های این نوع گره است. این خصوصیات، این گره کراوات را از دیگر انواع متمایز می‌کند. نام این گره از نام ادوارد هشتم پادشاهی متحده (دوک ویندسور) گرفته شده‌است.

## روش‌ها
۳ روش گره کراوات ویندسور: